# Memorial
Cet article concerne l'ONG russe. Pour le monument commémoratif, voir mémorial.
Memorial (en cyrillique : Мемориал), ou Memorial Society, parfois francisée en « Mémorial », est une organisation non gouvernementale russe de défense des droits de l'homme et de préservation de la mémoire des victimes du pouvoir soviétique, notamment stalinien, mais aussi d'exactions plus récentes commises en Russie comme en Tchétchénie. Son origine remonte à la période de la Perestroïka, où elle organise une assistance aux prisonniers politiques, victimes du régime soviétique.
En 2021, l'organisation est devenue un réseau d'organisations sises en Russie, en Allemagne, au Kazakhstan, en Italie, en Tchéquie, en Belgique, en France et en Ukraine.
Elle est dissoute par la Cour suprême russe le 28 décembre 2021. Le 29 décembre 2021, à la suite de la demande de l'ONG Memorial, la Cour européenne des droits de l'homme applique une mesure intérimaire demandant à la Russie de suspendre la dissolution de l'ONG, en attendant la fin de la procédure concernant ce litige.
Le prix Nobel de la paix 2022 est attribué à Memorial ainsi qu'au Biélorusse Alès Bialiatski et au Centre pour les  libertés civiles ukrainien.

## Histoire
Le premier groupe pour la commémoration des victimes des répressions s'organise en août 1987.
Dès janvier 1989, avec l'aide d'Andreï Sakharov, est organisée l'assemblée constitutive de Memorial. L'organisation a pour objectif de promouvoir une société de droit fondée sur le respect des droits de l'homme, de prévenir le retour du totalitarisme et de faire éclater la vérité sur les exactions passées et sur leurs victimes. La déclaration officielle n'a lieu qu'en janvier 1990, grâce à la demande faite à Mikhaïl Gorbatchev lors des obsèques d'Andreï Sakharov par sa veuve, Elena Bonner.
En 1991, afin d'« organiser et coordonner le travail pour la défense des droits de l'homme », Memorial établit le Centre de défense des droits humains ,.
Depuis 1999, Memorial organise un concours annuel de travaux de recherche des lycéens qui récolte entre 1 500 et 2 000 participations à travers toute la Russie. Les auteurs des quarante meilleurs travaux sont conviés à Moscou pour une remise de prix. La fondation a publié au moins 18 compilations des travaux réalisés dans le cadre de ce concours, dont les thématiques sont variées, comme Цена победы (« Le prix de la victoire »), История семьи (« Histoire familiale »), Человек и власть (« L'homme et le pouvoir ») ou Свои – чужие (« Nous et eux »).
Le 22 octobre 2009, Memorial reçoit le prix Sakharov, attribué par le Parlement européen « pour la liberté de pensée ».
« En remettant ce prix à Oleg Orlov, Sergueï Kovalev et Lioudmila Alexeïeva au nom de l'association Memorial, nous espérons contribuer à la fin de la peur et de la violence à l'encontre des défenseurs des droits de l'homme en Russie. » déclare le président du Parlement européen Jerzy Buzek lors de l'annonce des lauréats,.
Le 28 décembre 2021, la Cour suprême de Russie décide la dissolution de Memorial, notamment accusée d'avoir omis d'inscrire sur certains documents transmis au public son appartenance aux « agents étrangers », cette obligation étant imposée par une loi russe de 2012, appliquée à Memorial depuis 2014.
Dans son réquisitoire final, le procureur reproche à l'ONG, entre autres, de « déformer la mémoire historique », en particulier sur la Seconde Guerre mondiale, et de « créer une image mensongère de l'URSS en tant qu'État terroriste ». Ces accusations, sans lien direct avec le fond de l'affaire (manquements à la loi sur les « agents étrangers »), constituent, selon Memorial, un « lapsus » qui dévoile le caractère politique de la procédure engagée contre l'organisation par « ceux qui aimeraient ne pas connaître » le passé tragique du pays,.
Le prix Nobel de la paix 2022 est attribué à Memorial ainsi qu'à l'avocat biélorusse Alès Bialiatski, arrêté et emprisonné depuis le 14 juillet 2021, et au Centre pour les libertés civiles ukrainien,.

## Structure deMemorial
Le nom complet de Memorial est « Organisation internationale volontaire et publique MEMORIAL, société historique, éducative, charitable, pour la défense des droits de l'homme ».
L'ONG a une structure horizontale coordonnée par le centre à Moscou, réunissant des filiales thématiques et régionales.

### Centre scientifique, historique et éducatifMemorial
Le centre (en russe : Научно-исторический и просветительский центр «Мемориал» (НИПЦ « Мемориал ») est une subdivision de l'ONG qui dirige les programmes de recherche et de vulgarisation sur l'histoire des répressions politiques, de la dissidence, de la résistance au régime en URSS.

### Archives, musée et bibliothèque
Memorial possède la plus grande collection de documents (manuscrits et imprimés) ainsi que d'objets liés à l'histoire de la répression politique, de la résistance au régime et de la dissidence en URSS. Les archives et les livres sont librement consultables par le public et sont largement utilisées dans les publications sur le Goulag.
Le musée de Memorial organise régulièrement des expositions à Moscou et effectue des prêts, notamment à l'étranger,,.
Les membres du réseau préparent et publient plusieurs « Livres de mémoire » contenant des listes des victimes des répressions politiques en URSS, qui alimentent la base « Les victimes du terreur politique en URSS » consultable en ligne.

## Objectifs deMemorial
Les objectifs de Memorial, tels que définis par sa charte, sont : 
- « Promouvoir une société civile mature, et une démocratie fondée sur une société de droit, de façon à prévenir le retour du totalitarisme » ;
- « Aider à une prise de conscience publique, sur la base des valeurs de la démocratie et du droit, de manière à se débarrasser des schémas totalitaires, et d'implanter solidement les droits de l'homme dans la vie politique et publique » ;
- « Promouvoir la mise à jour de la vérité sur le passé, et perpétuer la mémoire des victimes de la répression politique exercée par les régimes totalitaires ». Ce dernier point est obtenu en particulier en conservant les « Livres à la mémoire des victimes des répressions politiques »[26].

Memorial organise l'assistance, juridique et financière, aux victimes du Goulag. Elle mène également des recherches sur l'histoire de la répression politique, et en publie les résultats dans des livres, des articles, des expositions, des musées, ou encore sur les sites web des organisations membres de Memorial. Selon Le Monde, elle joue un rôle majeur dans « la documentation des répressions staliniennes [... et] est ensuite progressivement sortie du seul champ historique et mémoriel pour s’impliquer dans la promotion des droits de l’homme, les programmes éducatifs ou la défense des prisonniers politiques » ; l'association a notamment porté plainte contre un mercenaire du groupe Wagner.

## Confiscation en décembre 2008 des archives numériques deMemorial
Le 4 décembre 2008, le bureau de Memorial à Saint-Pétersbourg subit une descente de police ordonnée par les autorités, qui confisquent les archives sur le Goulag, stockées sur 12 disques numériques qui comprennent l'ensemble des données numérisées sur toutes les atrocités commises par Staline. Elles représentent 20 ans de travail. L'information est utilisée pour constituer « une base de données numérisées accessible à tous et contenant des centaines de milliers de noms ». La directrice du bureau, Irina Flige, pense que cette intervention de police a lieu parce que l'organisation Memorial est « du mauvais côté du poutinisme », en particulier sur la question de savoir « si Staline et le régime soviétique ont réussi à créer un grand pays »,.
Selon la thèse officielle, le raid a été causé par un article publié dans le Novy Peterburg, un journal de Saint-Pétersbourg, en juin 2007. Mais Memorial nie tout lien avec cet article. Quelques avocats des droits de l'homme en Russie émettent l'hypothèse que le raid ait été monté en représailles de la défense par Memorial d'un film interdit, Rebellion : l'affaire Litvinenko, portant sur l'assassinat de l'ex-espion russe Alexandre Litvinenko. Selon Orlando Figes, le raid « avait clairement pour but d'intimider Memorial ». Allison Gill, directrice de Human Rights Watch à Moscou, déclare « Cette scandaleuse descente de police démontre le climat empoisonné que subissent les ONG en Russie [...] C'est une tentative sans équivoque menée par le gouvernement russe [...] pour réduire au silence les voix critiques. » La descente de police mène également à la rédaction, par des universitaires du monde entier, d'une lettre ouverte à Dmitri Medvedev, par laquelle ils condamnent cette confiscation. Les États-Unis se déclarent « profondément préoccupés » : le Département d'État, par l'intermédiaire de son porte-parole Sean McCormack, déclare « Malheureusement, cette action menée contre Memorial n'est pas un exemple isolé de la pression exercée en Russie contre la liberté d'association et d'expression. »
Le 20 mars 2009, le tribunal du district de Dzerjinski juge que la fouille menée le 4 décembre 2008 dans les locaux de Memorial a été menée en violant certaines procédures et que l'action des forces de l'ordre était illégale,,.
Le 6 mai 2009, Lenizdat.ru rapporte que douze disques durs, ainsi que des disques optiques et quelques papiers, ont été rendus à Memorial,.

## Activités en Tchétchénie et assassinat de Natalia Estemirova
Les activités de Memorial comportent notamment un travail d'enquête sur les cas les plus graves de violation des droits de l'homme. Dans ce cadre, Memorial mène notamment une action importante dans la République de Tchétchénie : c'est une des très rares ONG à avoir conservé un bureau à Grozny, qui a été dirigé notamment par Lidia Ioussoupova.
Le 15 juillet 2009, Natalia Estemirova, représentante de Memorial en Tchétchénie et qui enquêtait sur des cas très graves de violation des droits de l'homme, a été enlevée de son domicile à Grozny. Selon Tania Lokchina du bureau de Moscou de Human Rights Watch, des personnes inconnues l'ont enlevée près de chez elle aux alentours de 8 h 30 du matin. Ses collègues ont donné l'alerte lorsqu'elle ne s'est pas présentée à une réunion prévue ce matin-là ; ils se rendirent alors chez elle, ont trouvé des témoins et les ont interrogés. Deux témoins auraient déclaré avoir vu Natalia Estemirova être poussée dans une voiture en criant qu'on l'enlevait. On a retrouvé son corps dans un bois à 16 h 30.

Le président de Memorial, Oleg Orlov, accuse formellement du meurtre Ramzan Kadyrov, le président pro-russe de Tchétchénie, affirmant : 

« Je sais, je suis sûr de l'identité du coupable, nous le connaissons tous, son nom est Ramzan Kadyrov,. »

Ramzan Kadyrov a riposté en portant plainte contre Oleg Orlov, lui rappelant ce qu'était la présomption d'innocence, tandis que le président Dmitri Medvedev jugeait « primitives et inacceptables » les accusations d'Oleg Orlov.
Selon Anne Le Huérou, de la Fédération internationale des droits de l'homme, « tout le monde savait que Natalia Estemirova était menacée, elle la première ». Exerçant son activité pour la défense des droits de l'homme en Tchétchénie depuis dix ans, elle était de plus en plus menacée, en particulier depuis l'ascension au pouvoir de Ramzan Kadyrov qui a « mis en place une véritable terreur d'État, un règne de la peur ».

Anne Le Huérou a également ajouté : 

« Beaucoup de défenseurs des droits de l'Homme comparent le régime de Kadyrov aux années 1936-1938, lors de la pire période de la terreur stalinienne. Il semble que désormais, le seul choix restant soit de se rallier à Ramzan Kadyrov. »

 L'association est mise en lumière par l'assassinat de Natalia Estemirova le 15 juillet 2009, menacée de mort par le président tchétchène Ramzan Kadyrov. Memorial est ensuite poursuivie par celui-ci devant les tribunaux de Moscou pour « obtenir réparation du préjudice subi par sa réputation » à la suite des accusations portées par Oleg Orlov, président de Memorial.
Le 15 septembre 2009, Oleg Orlov, président de Memorial, est confronté à Ramzan Kadyrov lors du procès tenu à Moscou. Ce dernier réclame en effet 10 millions de roubles (équivalent à 227 000 euros) à Oleg Orlov, après que celui-ci a affirmé que Kadyrov est « responsable » du meurtre de Natalia Estemirova, commis le 15 juillet 2009.
Le 6 octobre 2009, le tribunal civil Tverskoï à Moscou a condamné Oleg Orlov à verser à Kadyrov 20 000 roubles de dommages et intérêts, soit 450 euros, et à publier un démenti sur son site internet. Memorial a de son côté été condamnée à 50 000 roubles (1 140 euros) de dommages et intérêts.

## Poursuites
Le 8 octobre 2009, Memorial, ainsi que le quotidien Novaïa Gazeta sont assignés devant un tribunal civil par le petit-fils de Staline, Evgueni Djougachvili, qui veut ainsi défendre l'honneur de son grand-père en réclamant à Memorial 227 000 euros.
Depuis 2016, l'association paie une trentaine d'amendes relatives à des infractions à la loi sur les agents de l'étranger.
Le 13 décembre 2016, est arrêté et accusé de pédopornographie le directeur de Memorial en Carélie, Iouri Dmitriev, un des découvreurs du charnier de Sandarmokh. Le 5 avril 2018, cet historien est acquitté, mais la Cour suprême de Carélie annule cette décision. Il est de nouveau condamné le 22 juillet 2020 à trois ans et demi d'emprisonnement ; en septembre 2020, la Cour suprême de Carélie augmente la peine jusqu'à 13 ans, prolongée ensuite par le Tribunal municipal de Petrozavodsk à 15 ans. Iouri Dmitriev a reçu le soutien du Parlement européen, de plusieurs ONG et personnalités, telle Natalia Soljenitsyne, veuve de l'écrivain.
Le 8 novembre 2021, le parquet de Moscou dépose une plainte auprès du tribunal de Moscou en vue d’obtenir la fermeture du centre de Memorial. L'ONG est accusée de « dissimulation d’informations relatives à la fonction d’agent étranger », les publications du Centre de défense des droits humains Memorial contenant, selon eux, « des éléments d’apologie de l’extrémisme et du terrorisme ».
Le 11 novembre 2021, la Cour suprême de la fédération de Russie notifie que le Bureau du procureur général a déposé une plainte en liquidation de Memorial International pour violations systématiques de la loi sur les « agents étrangers ». Le quotidien Le Monde estime que « la loi de 2012 sur les agents de l’étranger est devenue l’instrument le plus courant de pression contre la société civile russe et les médias indépendants, obligeant les organisations ou les personnes physiques désignées à se soumettre à un certain nombre d’obligations contraignantes ». L'association subit également des campagnes médiatiques de dénigrement et se trouve en butte, selon le quotidien, à une « justice instrumentalisée par les services de sécurité ». Pour Libération, les attaques gouvernementales contre l'association marquent « une accélération supplémentaire dans le durcissement autoritaire du régime ».
Par le verdict de la Cour suprême du 27 décembre 2021, l'ONG Memorial International et toutes les organisations régionales doivent être dissoutes. Cette décision est immédiatement condamnée par la diplomatie française.
Le 4 mars 2022, une nouvelle perquisition est ordonnée dans les deux bureaux moscovites de l'ONG. Au même moment, le président Emmanuel Macron apporte en direct son soutien par téléphone à Alexandre Tcherkassov, président du centre des droits humains « Memorial » en Russie.

## Organisation internationale
| Date de création | Nom d'organisation       | Président        |
| ---------------- | ------------------------ | ---------------- |
| Février 1993     | Memorial Deutschland     | Anke Giesen      |
| Avril 2004       | Memorial Italia          | Francesca Gori   |
| Avril 2016       | Memorial Česká republika | Stepan Cernousek |
| Avril 2020       | Memorial France          | Nicolas Werth    |